# Uddeholm
För fartygen med detta namn, se M/S Uddeholm.
Uddeholm är en tätort i Hagfors kommun i norra Värmland.
Tätorten präglas av den i orten dominerande industrin Uddeholms AB.

## Historia
Brukspatronen Bengt Gustaf Geijer d. ä. Han blev 1720 ägare till Uddeholms och Risbergs sätesgårdar samt Uddeholms hammare. Större delen av de egendomar som Geijer innehade vid sin död, hade dock köpts samman redan tidigare under en och samma ägare, Johan Karlström, vilken år 1668 hade anlagt Stjärnsfors bruk, föregångare till Uddeholmsbolagen. Geijer anlade flera hyttor och stångjärnshammare. 
Uddeholms bolag blev ett slags fideikommiss inom släkten Geijer och skulle efter hans död drivas gemensamt av hans barn i andra giftet och deras efterkommande. Testamentet ändrades visserligen i några detaljer av Geijers barn, men i huvudsak gällde dessa bestämmelser ända till 1835. Då kunde även andra än arvingarna få ingå i bolaget. 1870 ombildades det till Uddeholms aktiebolag. 
Åren 1746-1870 kännetecknas av en för den tiden storartad utveckling för Uddeholms bolag. Hyttor och hamrar anlades på skilda ställen, och tillverkningen ökade betydligt. Med förutseende ville ägarna konsolidera bolaget och köpte in betydande skogsarealer för att trygga dess framtid. Sedan bolaget övergått till aktiebolag fortsatte denna utveckling i ännu högre tempo. 
Wermlands enskilda bank öppnade ett kommissionskontor i Uddeholm den 15 augusti 1870. Wermlandsbanken fanns kvar på orten i över ett sekel, men kontoret har sedermera lagts ner.

### Befolkningsutveckling
| Befolkningsutvecklingen i Uddeholm 1960–2020 | Befolkningsutvecklingen i Uddeholm 1960–2020 | Befolkningsutvecklingen i Uddeholm 1960–2020 | Befolkningsutvecklingen i Uddeholm 1960–2020 | Befolkningsutvecklingen i Uddeholm 1960–2020 |
| -------------------------------------------- | -------------------------------------------- | -------------------------------------------- | -------------------------------------------- | -------------------------------------------- |
|                                              |                                              |                                              |                                              |                                              |
| År                                           |                                              |                                              | Folkmängd                                    | Areal (ha)                                   |
| 1960                                         | 1960                                         |                                              | 861                                          |                                              |
| 1965                                         | 1965                                         |                                              | 941                                          |                                              |
| 1970                                         | 1970                                         |                                              | 954                                          |                                              |
| 1975                                         | 1975                                         |                                              | 859                                          |                                              |
| 1980                                         | 1980                                         |                                              | 935                                          |                                              |
| 1990                                         | 1990                                         |                                              | 860                                          | 157                                          |
| 1995                                         | 1995                                         |                                              | 840                                          | 144                                          |
| 2000                                         | 2000                                         |                                              | 771                                          | 144                                          |
| 2005                                         | 2005                                         |                                              | 763                                          | 143                                          |
| 2010                                         | 2010                                         |                                              | 667                                          | 143                                          |
| 2015                                         | 2015                                         |                                              | 619                                          | 144                                          |
| 2018                                         | 2018                                         |                                              | 605                                          | 145                                          |
| 2020                                         | 2020                                         |                                              | 592                                          | 145                                          |
|                                              |                                              |                                              |                                              |                                              |

## Avbildning på Stockholms centralstation
Vid ombyggnaden av Stockholms centralstation 1927 och tillkomsten av den nya Centralhallen utfördes på den östra sidan av vänthallen åtta väggmålningar med olika landskapsmotiv från Sverige. De är skapade av konstnärerna John Ericsson och Natan Johansson. Uddeholm är motivet på den femte målningen från norr.

## Personer med anknytning till orten
- August Herlenius direktör för Uddeholms AB, Jernkontoret mm
- Sören Gyll Försäljningschef och senare koncernchef
- Lisette Schulman född Stolpe, arbetade som PR-chef under Sören Gyll.